# Ис Коријас (Каљари)
Ис Коријас је насеље у Италији у округу Каљари, региону Сардинија.
Према процени из 2011. у насељу је живело 492 становника. Насеље се налази на надморској висини од 34 м.